# Jaon de Zak
Jaon de Zak of Jaon de Leugenèèr of De Leugenèèr van Diessen is een personage en zogenaamde leugenbaron uit de Nederlandse folklore, die in Haghorst en omgeving (Noord-Brabant) in de schriftelijke en mondelinge overlevering voorkomt en populariteit geniet. 
Enkele volksverhalen, vertaald uit het dialect, gaan als volgt:
- 'Ik reed op mijn fiets terug naar huis, naar de Haghorst. Ik keek om en zag toch een regenbui aankomen. Ik begon heel hard te fietsen, te fietsen, te fietsen, om te proberen de bui voor te blijven. En het was me gelukt. Toen ik thuiskwam was mijn bagagedrager (pakkendraoger) zeiknat, maar mijn koplamp was kurkdroog.

In een andere versie van dit verhaal reed Jaon van Tilburg naar Diessen en begon het al bij Broekhoven te regenen. Alleen het achterlicht van zijn fiets werd nat. Dit verhaal staat in het volksverhaalonderzoek bekend als De bui voorgebleven en is met name bekend over Jan Hepkes Wouda, maar ook over de Fries Jelle de Wal (als roeier).
- 'Ik heb de beste jachthond van heel de Haghorst. Op een dag zit mijn hond achter een konijn aan. Hij komt maar niet terug. Een hele tijd gewacht, maar geen hond. Toen ben ik maar naar huis gegaan. Dagen later komt mijn hond thuis aanlopen. Met pootjes zo kort als een tekkel. Zó lang had hij achter de konijnen aangelopen.